# オス (オランダ)
オス（Oss [ɔs] ( 音声ファイル)）は、オランダ南部の都市、広域行政区。北ブラバント州に属する。
同広域行政区には、近隣の市町村のBerghem、Haren、Macharen、Megen、Ravensteinも含まれる。

## オス市
オス市が最初に言及されたのは1069年5月6日のローマ教皇アレクサンデル2世の手紙の中である。1399年、Hertogin Johanna van Brabantによってオス市は「都市権」を得た。
現在のオス市にはDiosynth社、Organon International社といった化学・製薬工場がある。またオス市はプロ・サッカー・チームのTOP Ossがある。レアル・マドリードのスター選手、ルート・ファン・ニステルローイはオス市の出身である。世界的に有名なゴシックメタルバンドのザ・ギャザリングも1989年にオス市で結成された。

## Berghem
Berghemはオスの東にある人口6,900人の小さな町である。現在Piekenhoefに多くの新築家屋が建ち拡張中である。

## Megen
Megenはマース川に近い人口1686人の小さな町である。以前は、Megen伯爵領（Graafschap Megen）。1145年頃に作られた。Haren、Macharen、Teeffelenを含む）の中心地で、1357年には「都市権」も得た。1810年、伯爵領はHarenとMacharenと一緒に広域行政区に変わり、1994年にはオスに合併された。
現在、Megenには2つの修道院がある。1つはアッシジのキアラが創始したクララ会（キアラ会、貧しきクララ会）の、もう1つはアッシジのフランチェスコが創始したフランシスコ会のものである。2つあったMegen城のうち、1つの塔のみが残っている。

## Ravenstein
Ravensteinは人口3728人の都市。2003年にオスに合併されるまでは独自の広域行政区だった。その時のRavensteinは42.68km2の面積で、Demen、Dennenburg、Deursen、Dieden、Herpen、Huisseling、Keent、Koolwijk、Neerlangel、Neerloon、Overlangelという村が含まれていた。
Ravensteinは、1380年に「都市権」を授与された。

## 出身人物
- Jacques de Kadt（1897年 - 1988年）- オランダのジャーナリスト、政治家。
- Arno den Hartog（1954年 - ） - オランダの元フィールドホッケー選手。
- Marc Lammers（1969年 - ） - オランダのフィールドホッケーのコーチ、元選手。
- Jan Marijnissen（1952年 - ） - オランダの政治家。
- ミシェル・ファン・デル・アー（1970年 - ） - オランダの作曲家。
- ルート・ファン・ニステルローイ（1976年 - ) - サッカー選手。レアル・マドリード所属、サッカーオランダ代表。
- ルーク・ファンミル（1984年 - 2019年） - 野球選手。ロサンゼルス・エンゼルスなど所属、野球オランダ代表。